# Vọng Thê
Vọng Thê là một xã thuộc huyện Thoại Sơn, tỉnh An Giang, Việt Nam.

## Địa lý
Xã Vọng Thê nằm ở phía tây huyện Thoại Sơn, có vị trí địa lý:
- Phía đông giáp xã Vọng Đông
- Phía tây giáp huyện Tri Tôn
- Phía nam giáp thị trấn Óc Eo và tỉnh Kiên Giang
- Phía bắc giáp xã An Bình.

Xã Vọng Thê có diện tích 27,11 km², dân số năm 2019 là 4.624 người, mật độ dân số đạt 171 người/km².

## Hành chính
Xã Vọng Thê được chia thành 4 ấp: Tân Hiệp, Tân Huệ, Tân Thành, Tân Vọng.

## Lịch sử
- Quyết định 56-CP[3] ngày 11 tháng 3 năm 1977 của Hội đồng Chính phủ, hợp nhất huyện Huệ Đức và huyện Châu Thành thành một huyện lấy tên là huyện Châu Thành, xã Vọng Thê thuộc huyện Châu Thành
- Quyết định 181-CP[4] ngày 25 tháng 4 năm 1979 của Hội đồng Chính phủ thành lập các xã từ xã Vọng Thê, tách ấp Tân Phú lập thành xã Tân Phú, tách ấp Tây Phú, ấp Hai Trân lập thành xã Tây Phú, tách ấp Vọng Đông và ấp Hạc Phong lập thành xã Vọng Đông.
- Quyết định 300-CP[5] ngày 23 tháng 8 năm 1979 của Hội đồng Bộ trưởng, chia huyện Châu Thành thành hai huyện lấy tên là huyện Châu Thành và huyện Thoại Sơn, xã Vọng Thê thuộc huyện Thoại Sơn
- Nghị định 53/2003/NĐ-CP[6] ngày 19 tháng 5 năm 2003 của Chính phủ, thành lập xã Bình Thành trên cơ sở 837,3 ha diện tích tự nhiên và 498 nhân khẩu của xã Vọng Thê, 2.111 ha diện tích tự nhiên và 10.489 nhân khẩu của xã Thoại Giang.